# Sinthusa volsa
Sinthusa volsa är en fjärilsart som beskrevs av Hans Fruhstorfer 1912. Sinthusa volsa ingår i släktet Sinthusa och familjen juvelvingar. Inga underarter finns listade i Catalogue of Life.